# Paulo Camacho
Paulo Guilherme Marques Craveiro Camacho (Funchal, São Pedro, 1 de Julho de 1959) é jornalista e esteve vários anos na SIC. Problemas de saúde estiveram na origem da sua saída da SIC. O pivot sofreu um enfarte do miocárdio em Janeiro de 2006. Desde 2007 está na ZON Multimédia onde é director de comunicação.
Esteve vários anos à frente do Primeiro Jornal, da SIC.
Fez trabalho jornalístico para a BBC, Expresso e SIC, na cobertura de conflitos militares, desde a década de 1980, nomeadamente as duas guerras do Golfo, em Moçambique, Somália, África do Sul e Congo. Fez também coberturas da queda do Bloco de Leste e dos ataques de Israel no Líbano.

## Biografia
Filho de jornalistas, desde jovem escrevia artigos para jornais. Entretanto, tirou o curso de Direito na faculdade.
Ainda enquanto estudante, em 1979 começou a trabalhar em jornais, tendo passado pelo diário vespertino A Capital e pelo Semanário. Teve também uma passagem pela Rádio Comercial, pela RTP e pela BBC de Londres.
Finalmente, estabilizou no Expresso, onde se destacou como repórter.
Quando a SIC abriu, em outubro de 1992, Paulo Camacho foi um dos nomes que passou do Expresso para o novo canal privado de televisão a convite pessoal do dono, Francisco Pinto Balsemão.
O jornalista foi um dos escolhidos para pivot, ou seja, apresentador dos principais telejornais. Na SIC, onde chegou a coordenador na redação, manteve-se muitos anos como apresentador. Em simultâneo, foi desempenhando as funções de grande repórter, o que lhe deu uma enorme visibilidade junto do público português de televisão. Nestas funções esteve presente em diversos países a cobrir acontecimentos de grande relevo a nível internacional.
O trabalho que deu mais notoriedade pública a Paulo Camacho aconteceu em março de 2003. O repórter da SIC esteve em Bagdade enquanto durou a guerra do Iraque, aparecendo diariamente em direto enquanto decorriam os bombardeamentos dos aliados. Paulo Camacho saiu de Bagdade poucos dias antes das forças norte-americanas chegarem à cidade.
Para além de jornalista, experimentou também fazer algumas experiências como piloto de todo-o-terreno. Assim, em 1997 estreou-se como piloto e logo na prova mais importante do calendário internacional, o rali Paris-Dakar. No entanto, nesta primeira experiência ao volante de um Opel Frontera desistiu ainda na primeira etapa. Regressou, no ano seguinte, com um Nissan Terrano, mas voltou a desistir, o mesmo acontecendo em 1999, de novo com um Nissan Terrano. Finalmente, em 2000, chegou ao fim da prova ficando em 82.º lugar com um Nissan Patrol.

## Saída da SIC
Em Setembro de 2007, Paulo Camacho saiu da SIC. O pivot aceitou o convite da PT Multimédia, empresa responsável pela TV Cabo, e assume o cargo de director de comunicação externa e novas plataformas de conteúdos da empresa.

## Obras publicadas
- Debaixo de Fogo - Memórias e emoções de um repórter de guerra[3][1]